# Ivànivka (Simferòpol)
Ivànivka - Іванівка (ucraïnès) - és un poble a la República Autònoma de Crimea a Ucraïna, que el 2014 tenia 899 habitants. Pertany al districte de Simferòpol.